# Порнография
Порногра́фия (от др.-греч. πόρνη «проститутка, блуд» + γράφω «пишу, рисую, описываю»; πόρνη < πέρνημι «продаю») — отображение сексуального поведения в литературе, изображениях, скульптурах, фильмах и др. с целью вызвать сексуальное возбуждение, по одному из определений, «эротическое вне художественного». Слово порнография исходно означало любую работу в литературе и искусстве, отображающую жизнь проституток.
Поскольку само определение порнографии является субъективным, изложить её происхождение и развитие почти невозможно. На протяжении истории человечества порнография подвергалась и по сей день подвергается ограничениям и запретам со стороны государственных и церковных властей. Граница между порнографическими материалами, осуждаемыми и скрываемыми, и эротикой, приемлемость которой гораздо шире, обычно отражает меняющиеся со временем моральные ограничения конкретного общества. Во многих современных мусульманских сообществах «порнографией» называют фильмы и телепередачи, не вызывающие никаких возражений на Западе. С другой стороны, в Древних Греции и Риме были широко распространены изображения фаллоса и сцен оргий, хотя вряд ли эти изображения преследовали те же цели, что и современная порнография. Тем не менее порнография имеет ряд существенных отличий от эротики.
В современном мире вопрос критериев порнографии особенно важен в связи с широким развитием порнобизнеса.

## Терминология

Картину Гюстава Курбе «Происхождение мира» можно рассматривать как произведение эротической живописи или как порнографическое изображение

Своим происхождением термин обязан появлению в XVIII веке во Франции книги Ретиф де ла Бретонна «Порнограф, или Размышление порядочного человека об истинной безнравственности проституции». В данной книге рассматривались сферы жизнедеятельности человека, традиционно считавшиеся в обществе неприличными, ввиду чего её название стало нарицательным понятием непристойности, связанной с сексуальностью.
Не всякое изображение обнажённой натуры классифицируется как порнография.

### Отличия от эротики
Эротика представляет собой «облагороженный и представляемый как духовное влечение инстинкт продолжения рода». В искусстве эротика «служит воплощением одухотворённости сексуальных отношений людей».
В отличие от эротики, для порнографии свойственно:
- непристойное, вульгарное и безнравственное изображение или же словесное описание полового акта (половых актов) с целью достичь сексуального возбуждения;
- намеренное сосредоточение внимания на половых органах участников во время совершения ими сексуальных действий с подробным описанием последних;
- отсутствие изображения или описания душевных переживаний человека и его естественной сексуальности;
- внушение стереотипов девиантного поведения: сексуальная вседозволенность, распущенность, безответственность и жестокость.

### Отличия от изображения половых органов в научном контексте
Изображение половых органов и полового акта в научном контексте не является порнографией, так как в данном случае целью является не сексуальное возбуждение аудитории, а прояснение особенностей анатомии, физиологии и психологии человека.

## История

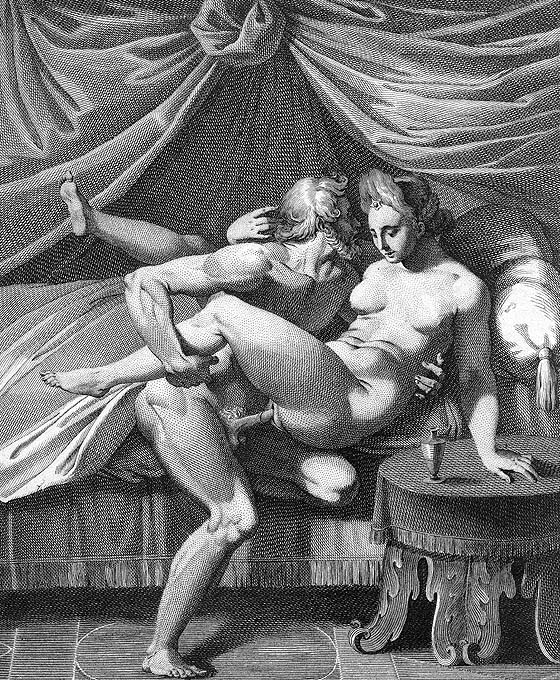
Боги Юпитер и Юнона (Агостино Карраччи, 1557—1602)

Изображения и скульптуры, которые можно было бы отнести к порнографии, широко встречались с древнейших времён — на греческих вазах, фресках древнего Рима, на керамике в Перу — хотя в те времена это не квалифицировалось как порнография.
Начиная с эпохи Возрождения и до XVIII века получили распространение «порнографические» гравюры.
С появлением фотографии в XIX веке и кинематографии в XX порнографическое представление сексуальности получило новый виток развития.
Первый «фильм для взрослых» был снят в 1896 году французом Альбертом Киршнером и назывался «Мария отходит ко сну», в котором девушка в течение семи минут просто раздевается до сорочки, в то время как за ней подглядывает мужчина из-за ширмы. Переломным моментом в порноидустрии стал выход в кино немецкой ленты «Вечером», в которой были показаны открытые сцены секса.
Впервые в мире официально порнография была запрещена парламентом Великобритании в 1857 году в Законе о непристойных публикациях (англ. Obscene Publications Act).

## Классификация порнографии
В зависимости от целевой установки приводят различные классификации типов порнографических материалов. В качестве наиболее общей и не вызывающей существенных споров используется нижеследующее разделение порнографии на: лёгкое порно, собственно порно, жёсткое порно.

### Лёгкое порно
Лёгким («мягким», англ. soft) порно — называют такой вид порнографической продукции, который не представляет детального изображения половых органов. Кинофильмы, относимые к классу лёгкого порно, как правило, содержат более или менее осмысленный сюжет, в котором половой акт играет значительную, но не всегда главенствующую роль. Исходя из вышеперечисленного, представляется затруднительным отделение лёгкого порно от эротики.
Как особый вид лёгкого порно выделяются так называемые «секс-фильмы». Данный вид кинематографа уделяет сексуальным сценам бо́льшую часть картины. Тем не менее половой акт в таких картинах симулируется. Не появляется изображений эрегированного пениса и открытой вагины.

### Порно
Собственно порно — вид порнографической продукции, который представляет половой акт без какой-либо цензуры со стороны авторов. Сюжет порнофильмов, как правило, ограничивается короткими вступлениями перед сексуальными сценами или отсутствует вообще. Достаточно часто показывается эякуляция (или её имитация).

### Жёсткое порно
Тяжёлым, жёстким или хардкор-порно, по Г. Ф. Кэлли, называют фильмы, основным отличием которых является «длительная демонстрация гениталий и людей, выполняющих различные сексуальные действия».
Кроме того, к этой категории относят фильмы, в которых представлены такие сексуальные практики, как, например, садомазохизм.

### Нелегальное порно
Нелегальной во многих странах считается продукция порнографического характера следующих категорий:
- секс с животными;
- детская порнография, в том числе секс с лицами, не достигшими возраста сексуального согласия;
- некрофильная порнография

Нелегальное порно законодательно запрещено в абсолютном большинстве стран мира и преследуется, в том числе Интерполом. В некоторых странах может быть нелегальной и гей-порнография.

## Отношение к порнографии в обществе

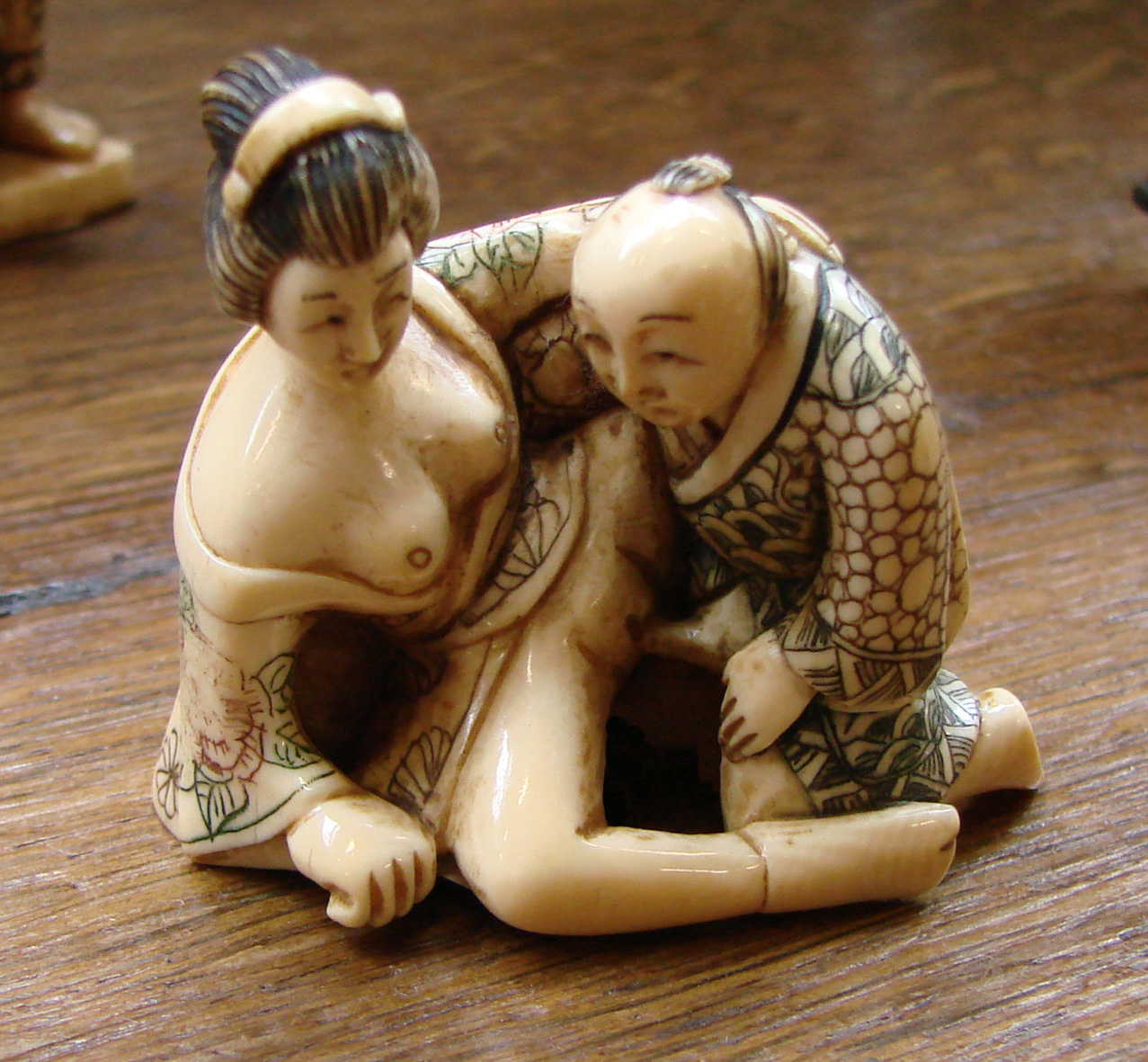
Японская статуэтка, изображающая половой акт

### Критика
Существует антипорнографическое движение, в которое входят представители различных религий, феминистки, бывшие порноактёры, психологи и другие лица, оценивающие влияние порнографии как негативное. Критические аргументы, выдвигаемые этими группами, во многом совпадают.
Учёные говорят о возможной связи между формированием сексуальных девиаций в подростковом возрасте и просмотром порнографии, а также о взаимосвязи склонности к сексуальному насилию и просмотра жёсткой порнографии. С другой стороны, вполне возможно, что изначальное наличие биологически обусловленной неосознаваемой склонности к девиантному сексуальному поведению становится причиной стремления к просмотру порнофильмов определённого содержания. Вместе с этим ряд исследований показывает, что негативные последствия от порнографии связаны скорее с наказанием за её просмотр в детстве, а не с самим просмотром. Некоторые исследователи утверждают, что среди насильников и педофилов больше тех, кто рос в атмосфере репрессивного религиозного воспитания, и меньше смотрящих порнографию, чем среди других преступников.
Данные проведённых в разных странах исследований о возможном влиянии порнографии на совершение изнасилований противоречивы: в некоторых случаях такая зависимость считается прямой, в других случаях, напротив, исследователи полагают её обратной — число изнасилований снижается. Однако установлено, что просмотр порнографии является фактором риска формирования агрессивного поведения и роста преступности у подростков, чья психика ещё не вполне сформирована.
Феминистские критики порнографии считают, что она поддерживает сексизм, способствуя восприятию женщин исключительно как объектов для удовлетворения мужчин, а их роли в сексуальных отношениях — как подчинённой и пассивной, унижение женщин путём жёсткого анального изнасилования или путём эякуляции на лицо становятся популярными под влиянием порнографии.
Критики порнографии отмечают также, что её частый просмотр может превратиться в зависимость от порнографии. Некоторые критики порнографии утверждают, что просмотр порнографии воздействует на мозг аналогично употреблению кокаина. Также утверждается, что «длительный просмотр порнографии формирует в дальнейшем предпочтение группового секса, садомазохистских практик и сексуальных контактов с животными».
Некоторые исследователи, как и многие верующие, считают, что обширный просмотр порнографии снижает уважение к моногамным отношениям и рождению детей. Религиозные организации крупнейших современных мировых конфессий постулируют греховность порнографии как нарушение заповеди целомудрия вместе с прелюбодеянием, блудом и различными сексуальными извращениями. Представителями религиозных конфессий указывается также, что распространение порнографии приводит к исчезновению традиционных семейных ценностей.
В США (и некоторых других странах) получила известность бывшая порно-звезда Шелли Лаббен, которая, обратившись к христианской вере, стала активным деятелем антипорнографического движения и возглавила организацию Фонд Розового Креста (Pink Cross Foundation). Помимо озвученных выше причин критики порнографии, Шелли Любен на основании личного опыта раскрывает тёмную сторону порноиндуистрии: жестокую эксплуатацию порноактёров (главным образом ради получения сверхприбыли), большое число среди них заболеваний, передающихся половым путём (в связи с тем, что им не разрешается использовать презервативы), множество депрессий и ряд самоубийств, а также частое употребление наркотиков, чтобы избежать боли — физической и психической.

### Поддержка
В качестве позитивного влияния порнографии указывают на:
- устранение комплексов (в том числе и сексуальных)[26][неавторитетный источник];
- возможность сексуальной разрядки (при мастурбации);
- очень малое число преступлений на сексуальной почве (в том числе и тяжёлых) в странах, традиция которых не знала табу на секс[27][28];
- повышение рождаемости и, как следствие, улучшение демографической ситуации (по заявлению одного шведского депутата[кого?])[29].

Г. Б. Дерягин отмечает, что существуют точки зрения, указывающие на полезность порнографии в качестве инструмента сексуального просвещения; на связанное с просмотром порнографии снижение уровня беспорядочных половых связей у подростковой группы населения и сопутствующее ему уменьшение распространения заболеваний, передающихся половым путём, связанное с тем, что половое влечение подростков получает выход через мастурбацию.
Существуют группы и слои населения, которые рассматривают порнографию как отображение реалий современной жизни, которые нужно просто принять как данность. Например, либертарианцы считают лишними попытки регулирования этой области. «Люди как раз с легкостью необыкновенной превращают чужие дела в свои собственные, а вот заниматься своим делом и не лезть в дела других, напротив, ох как непросто, и именно это в свободном обществе должно быть признано добродетелью. Нигде эта истина не проявляется нагляднее, чем в нашем отношении к порнографии и сексуальным отношениям между взрослыми людьми по взаимному согласию», — считает профессор философии в Аризонском университете Джеральд Гаусс.
Г. Б. Дерягин пишет, что сексологами не выявлено какого-либо негативного влияния порнографии на людей, достигших половой и социальной зрелости, состоящих в браке.

## Порнография и экономика

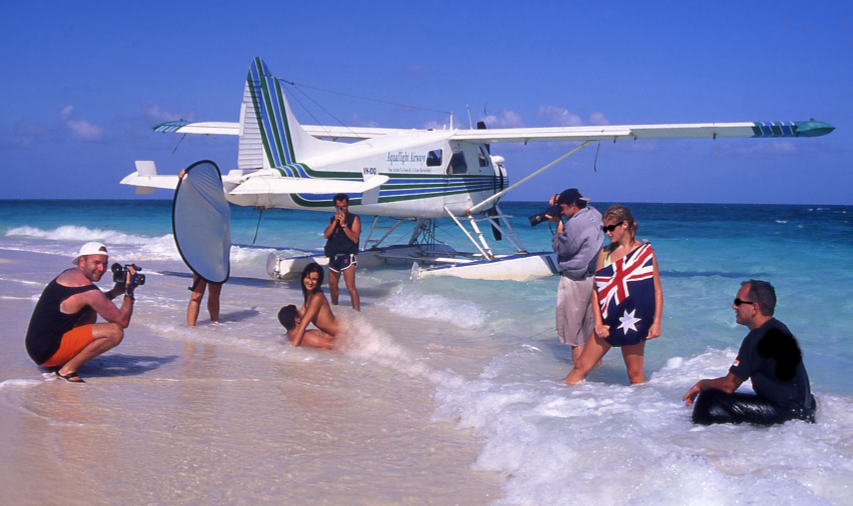
Съёмка порнографического фильма в Австралии

Согласно Internet Filter Reviews, оборот порнографической индустрии в 2006 году составил 97,06 миллиардов долларов.

## Порнография и закон
С начала XX века, на международном уровне принят ряд соглашений о борьбе с распространением порнографической продукции (например, Конвенция о пресечении обращения порнографических изданий и торговли ими 1923 года), однако их требования многими странами-участницами не соблюдаются.
В большинстве западных стран мира лёгкая порнография легализована и разрешена к просмотру лицами, которым на момент просмотра исполнилось 16 лет. К числу стран, где порнография официально запрещена, относятся почти все мусульманские страны, в том числе Саудовская Аравия, Иран, Сирия, Бахрейн, Египет, Объединённые Арабские Эмираты, Кувейт, Малайзия, Индонезия. Запреты действуют во многих немусульманских странах, на всех континентах (Кения, Индия, Китай, Куба, Сингапур). Полные или частичные запреты на производство, сбыт, приобретение и распространение порнографической продукции действуют в России, Беларуси, на Украине и других европейских незападных странах.
Порнографические материалы, как правило, запрещены к показу по центральному телевидению. Существуют, тем не менее, платные кабельные каналы с контентом «для взрослых», просмотр которых разрешён только лицам старше 18 лет.
В некоторых странах мира (Австралия, Великобритания, США и другие — всего 32 государства) устанавливается уголовная ответственность не только за изготовление и распространение, но и за хранение «детской порнографии».

### Законы о порнографии в разных странах

Правовой статус порнографии в странах мира
Порнография легальна
Порнография легальна, но с некоторыми ограничениями
Порнография запрещена
Нет данных

- Россия: запрещено незаконное изготовление в целях распространения; распространение, рекламирование порнографических материалов и предметов[38]; ввиду отсутствия способов «законного» распространения таких материалов и предметов, фактически изготовление и распространение порнографии полностью запрещены[39][40]. При этом существует легальный сектор эротики и эротической продукции, свободно продающейся. В 2010 году Министерство культуры Российской Федерации даже опубликовало список официально разрешённых к продаже эротических фильмов, в который вошло около 2000 кинокартин[41]. По состоянию на 2020 год на официальном сайте Министерства культуры РФ продукция подобного рода маркируется как «эротический фильм» или «эротическая программа»[42]. Интернет-контент классифицируется ОКПД2: 58.19.21 — «Публикации электронные только для взрослых»[43].
- Бразилия: разрешена, мужчины-актёры обязательно должны использовать презервативы, запрещена продажа лицам младше 18 лет.
- Израиль: запрещена[44].
- Иран: запрещена.
- Украина: запрещено распространение, изготовление, ввоз на территорию Украины и хранение с целью распространения, рекламирование порнографических материалов, оборот, демонстрация и прокат материалов, пропагандирующих порнографию[45][46]. Изготовление, приобретение и хранение в личных целях (без цели распространения), а также использование в медицинских целях разрешено[47].
- Мексика: разрешена, запрещены продажа и показ лицам младше 18 лет.
- Новая Зеландия: разрешена, запрещена продажа лицам младше 18 лет.
- Испания: разрешена, запрещена продажа лицам младше 18 лет.
- Шри-Ланка: запрещена.
- Турция: разрешена.

## Порнография и массовая культура
Существует множество фильмов, книг и других произведений массовой культуры, которые повествуют о порнографии, в частности, распространены фильмы о съёмках порно. Стилистически сами они не относятся к порно, но могут включать некоторые откровенные сцены. Звёзды порно (актрисы и актёры, режиссёры и т.д), как реальные, так и вымышленные, могут быть героями различных художественных произведений.
Примеры:
- Ночи в стиле буги
- Откровения лучших порномоделей
- POR-NO! (Боб Джек)
- Народ против Ларри Флинта
- Лавлейс
- История одной девушки
- Порнограф
- Порнократия / Anatomie de l’enfer(2004)
- Подсос
- Зак и Мири снимают порно
- Баки Ларсон: Рождённый быть звездой
- Про уродов и людей
- Похищенная (США, 1986 г.)
- 8 миллиметров
- 8 миллиметров 2
- Жизнь и смерть порнобанды
- Snuff 102
- Снафф (роман) (Чак Паланик)